# باول ستيفنز
باول ستيفنز (بالإنجليزية: Paul Stevens)‏ (4 أبريل 1960 ببرستل في المملكة المتحدة - ) هو لاعب كرة قدم بريطاني في مركز الظهير. لعب مع نادي بريستول سيتي ونادي باث سيتي.

## وصلات خارجية
- باول ستيفنز على موقع قاعدة بيانات كرة القدم.إي يو (الإنجليزية)